# De Vecht
De Vecht is een klein dorp in de gemeente Voorst, in de Nederlandse provincie Gelderland. De Vecht heeft circa 205 inwoners en ligt aan de Grote Wetering, halverwege Apeldoorn en Terwolde, in een agrarische omgeving.
Het dorp heeft onder meer twee kerken (de voormalig rooms-katholieke Antoniuskerk en een gereformeerde gemeente), een basisschool, een café, een sportvereniging, een manege en een monumentale hoeve genaamd Avervoorde. Nabij deze hoeve, die een restant is van een 17e-eeuwse havezate, in noordelijke richting, staat een hagelkruis uit 1570.

## Afbeeldingen

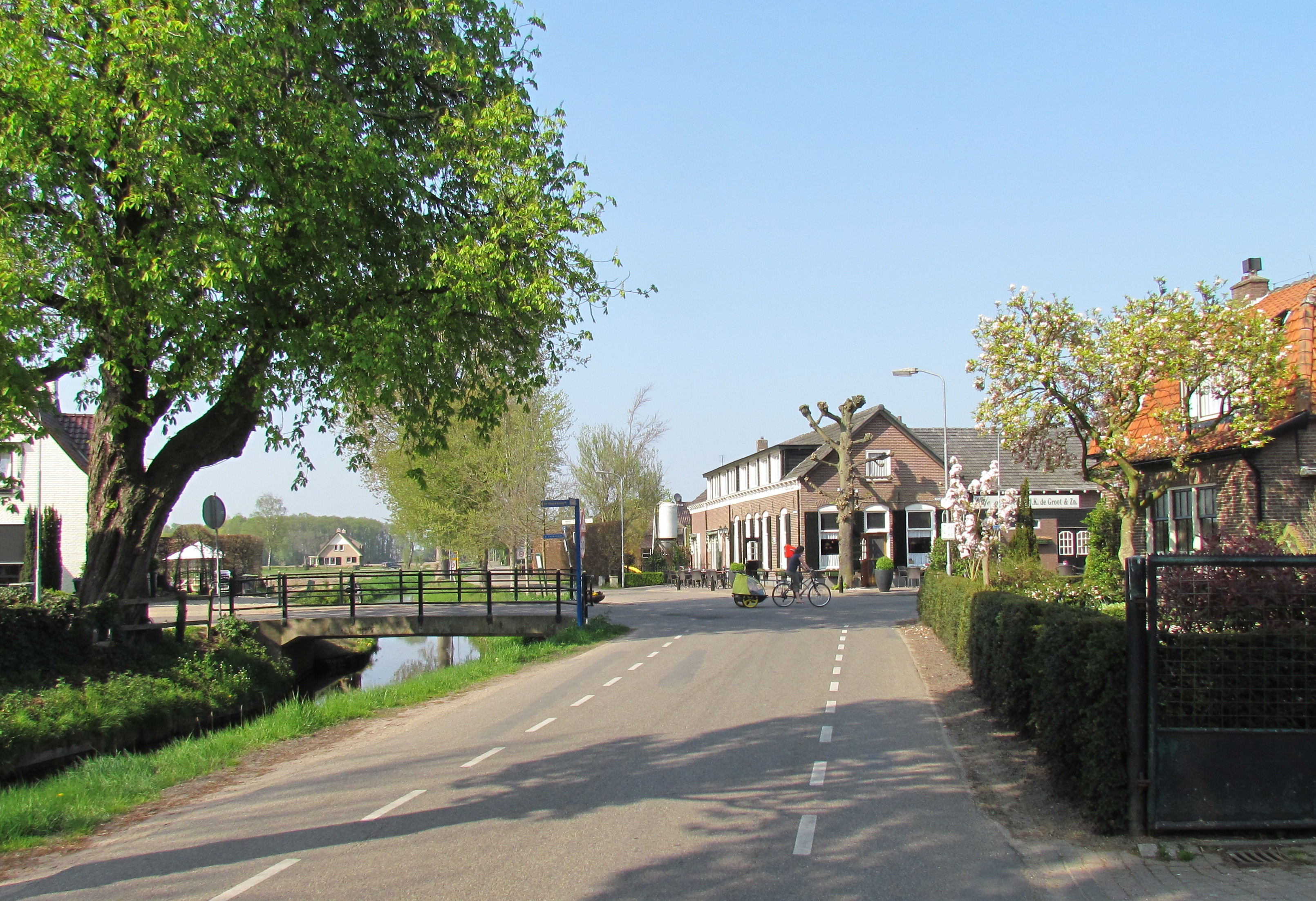
Straatbeeld in De Vecht
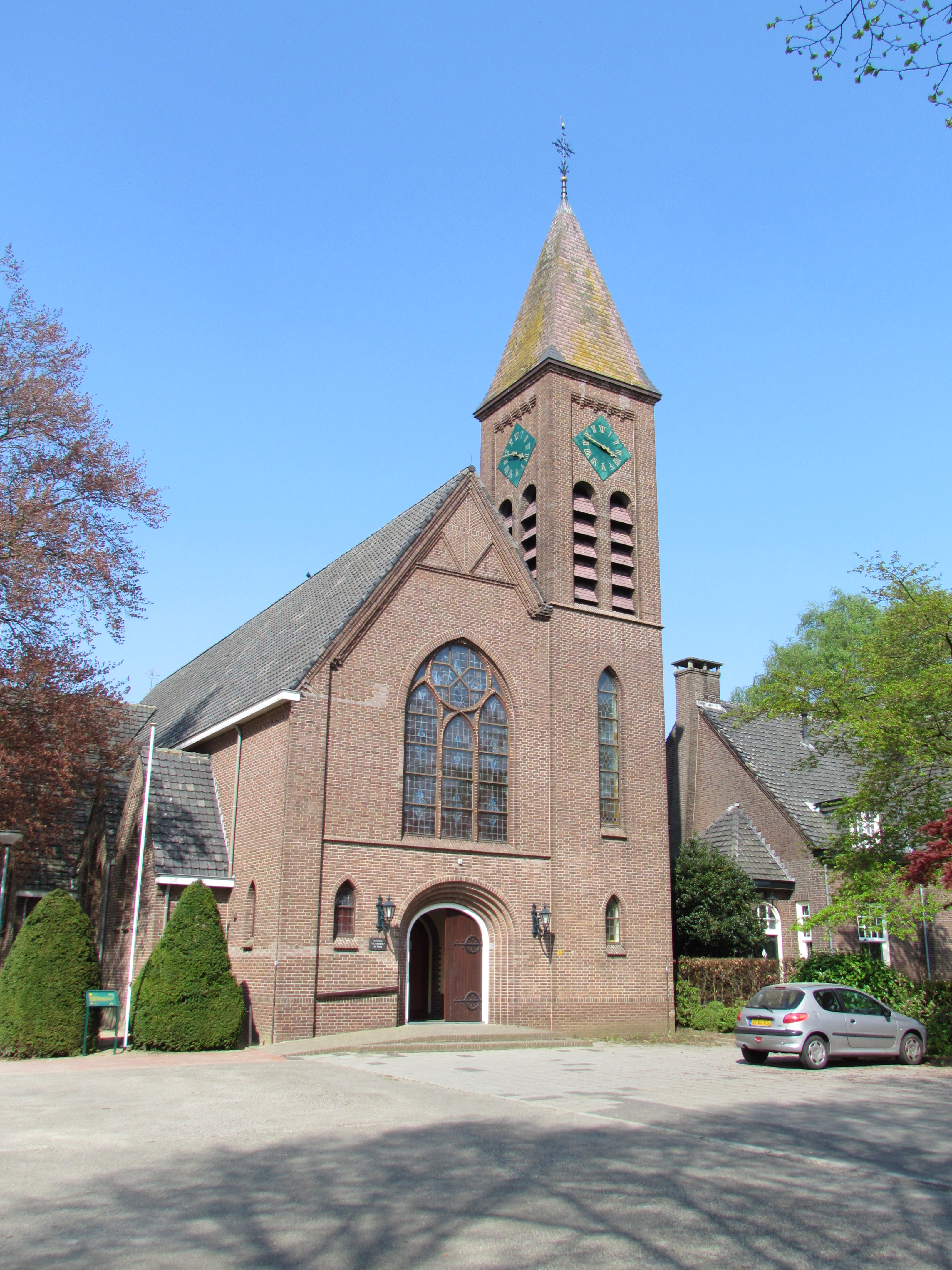
Antoniuskerk

Hoofdplaats: Twello      Dorpen: Bussloo · Klarenbeek (deels) · Nijbroek · Terwolde · Teuge · Voorst · Wilp · Wilp-Achterhoek

Buurtschappen: Appen · Duistervoorde · Gietelo · De Kar · Klein Amsterdam · Noord-Empe · Posterenk · Spekhoek · Steenenkamer · De Vecht · De Wijk

Gelderland: Steden en dorpen in Gelderland      Nederland: Provincies · Gemeenten